# Miniopterus mahafaliensis
Miniopterus mahafaliensis es un murciélago del género Miniopterus que habita en el suroeste de Madagascar. Las poblaciones de esta especie se han incluido históricamente en Miniopterus manavi, pero los datos moleculares publicados en 2008 y 2009 indican que esta supuesta especie consta en realidad de cinco especies separadas, incluida la recién descrita M. mahafaliensis. La especie se ha encontrado en bosques secos, espinosos y de galería, así como en hábitats más abiertos, en el suroeste de Madagascar.
Miniopterus mahafaliensis es un Miniopterus pequeño, de color marrón; la longitud de su antebrazo es de 35 a 40 mm (1,4 a 1,6 pulgadas). Los pelos de las partes inferiores tienen puntas grises. El tragus (saliente del oído externo) es grueso y de punta roma. El uropatagio (membrana de la cola) está bien provisto de pelos y el paladar es cóncavo.

## Taxonomía
Durante la década de 2000, los estudios moleculares han revelado que el género Miniopterus, ampliamente distribuido en África, Eurasia y Australia, es mucho más rico en especies de lo que se pensaba. En una contribución de 1995 a Faune de Madagascar sobre los murciélagos malgaches, Randolph Peterson y sus colegas enumeraron cuatro especies de Miniopterus en Madagascar y las cercanas Comoras, incluido el pequeño Miniopterus manavi, con una amplia distribución tanto en Madagascar como en las Comoras. Sin embargo, en 2008 y 2009, Steven Goodman y sus colegas presentaron pruebas de que el antiguo concepto de M. manavi englobaba en realidad cinco especies de Miniopterus pequeños distintas desde el punto de vista morfológico y molecular. Entre ellas se incluyen M. manavi en las tierras altas centrales, M. griveaudi y M. aelleni en las Comoras y en el norte y oeste de Madagascar, M. brachytragos únicamente en el norte y oeste de Madagascar y M. mahafaliensis en el suroeste de Madagascar. Las cinco especies reconocidas de murciélagos similares a M. manavi no son parientes cercanos entre sí, sino que aparentemente adquirieron sus similitudes a través de una evolución convergente.
Miniopterus mahafaliensis se describió como nueva especie en el segundo artículo de 2009 de Goodman y sus colegas. El nombre específico deriva de la palabra malgache Mahafaly, que hace referencia a la meseta de Mahafaly, donde se ha registrado el espécimen, y al grupo étnico Mahafaly de la región.  El análisis de las secuencias del gen mitocondrial citocromo b sugirió que M. brachytragos está más estrechamente emparentada con otra especie malgache, M. sororculus. Aunque las muestras de M. mahafaliensis diferían entre sí en un máximo del 2,2% en su citocromo b, Goodman y sus colegas no pudieron discernir ninguna estructura filogeográfica dentro de la especie.

## Descripción
Miniopterus mahafaliensis es un Miniopterus pequeño, de cola corta y pelaje largo y denso. El pelaje de las partes superiores es marrón y los pelos de las partes inferiores tienen puntas grises. Miniopterus brachytragos es similar en color, pero otros pequeños Miniopterus malgaches son más oscuros. Las orejas son parcialmente peludas por encima, pero prácticamente desnudas por debajo y terminan en una punta redondeada. El tragus (una proyección en el lado interno de la oreja externa) es relativamente grueso, tiene los lados casi paralelos y termina en una punta curva y redondeada. La membrana del ala también es marrón, pero el uropatagium (membrana de la cola) es más claro. La membrana alar y el uropatagio están unidos a la parte superior de la pata al mismo nivel, por encima del tobillo. El uropatagio está relativamente cubierto de pelos, sobre todo en la parte superior. M. manavi y M. brachytragos también tienen un uropatagio densamente cubierto de pelos, pero en M. aelleni y M. griveaudi está escasamente cubierto de pelos o incluso casi desnudo.
En 66 a 74 especímenes medidos por Goodman y colegas, la longitud total era de 87 a 96 mm (3,4 a 3,8 pulg.), con una media de 91,1 mm (3,59 pulg.); la longitud de la cola era de 38 a 48 mm (1,5 a 1. 9 in), con un promedio de 42,4 mm (1,67 in); la longitud de la pata trasera es de 6 a 7 mm (0,2 a 0,3 in), con un promedio de 6,3 mm (0,25 in); la longitud del tragus fue de 5 a 6 mm (0,2 a 0,2 in), con un promedio de 5. La longitud de la oreja era de 9 a 11 mm, con una media de 9,4 mm; la longitud del antebrazo era de 35 a 40 mm, con una media de 37,4 mm; y la masa corporal era de 2,5 mm. 47 in); y la masa corporal era de 3,8 a 7,3 g (0,13 a 0,26 oz), con una media de 4,9 g (0,17 oz). No hay pruebas de diferencias sustanciales de tamaño entre machos y hembras.
En el cráneo, el rostrum (parte anterior) es relativamente largo y tiene forma de línea. El surco central de la depresión nasal es relativamente estrecho. Los huesos frontales son ligeramente redondeados y presentan una cresta sagital prominente. Más atrás en el encéfalo, la cresta lambdoidea también es prominente. La parte media del paladar es cóncava, no plana como en M. aelleni y M. manavi. En el margen posterior del paladar hay una espina palatina posterior larga y delgada. Miniopterus mahafaliensis tiene 36 dientes en la fórmula dental {\displaystyle {\tfrac {2.1.2.3}{3.1.3.3}}}(tres incisivos, un canino, tres premolares y dos molares en ambas hileras superiores y dos incisivos, un canino, dos premolares y tres molares en las inferiores). Como es característico de Miniopterus, el primer premolar superior (P1) es más pequeño y simplificado que el segundo (P2).

## Distribución y ecología
El área de distribución de Miniopterus mahafaliensis se extiende por el suroeste de Madagascar en el bosque espinoso y el bosque seco, a menudo pero no siempre cerca de cuevas; se ha encontrado en la meseta de Mahafaly, en el Forêt des Mikea y en el Parque Nacional Kirindy Mitea. Más hacia el interior, se ha encontrado en bosques de galería alterados en el Parque Nacional de Isalo, en una cueva en un hábitat de sabana cerca de Ihosy y en un hábitat no especificado en Betroka. Se sabe poco de la ecología de M. mahafaliensis, pero las especies de Miniopterus generalmente se alimentan de insectos, se reproducen estacionalmente y se posan en grandes colonias en cuevas.